# Gallarita

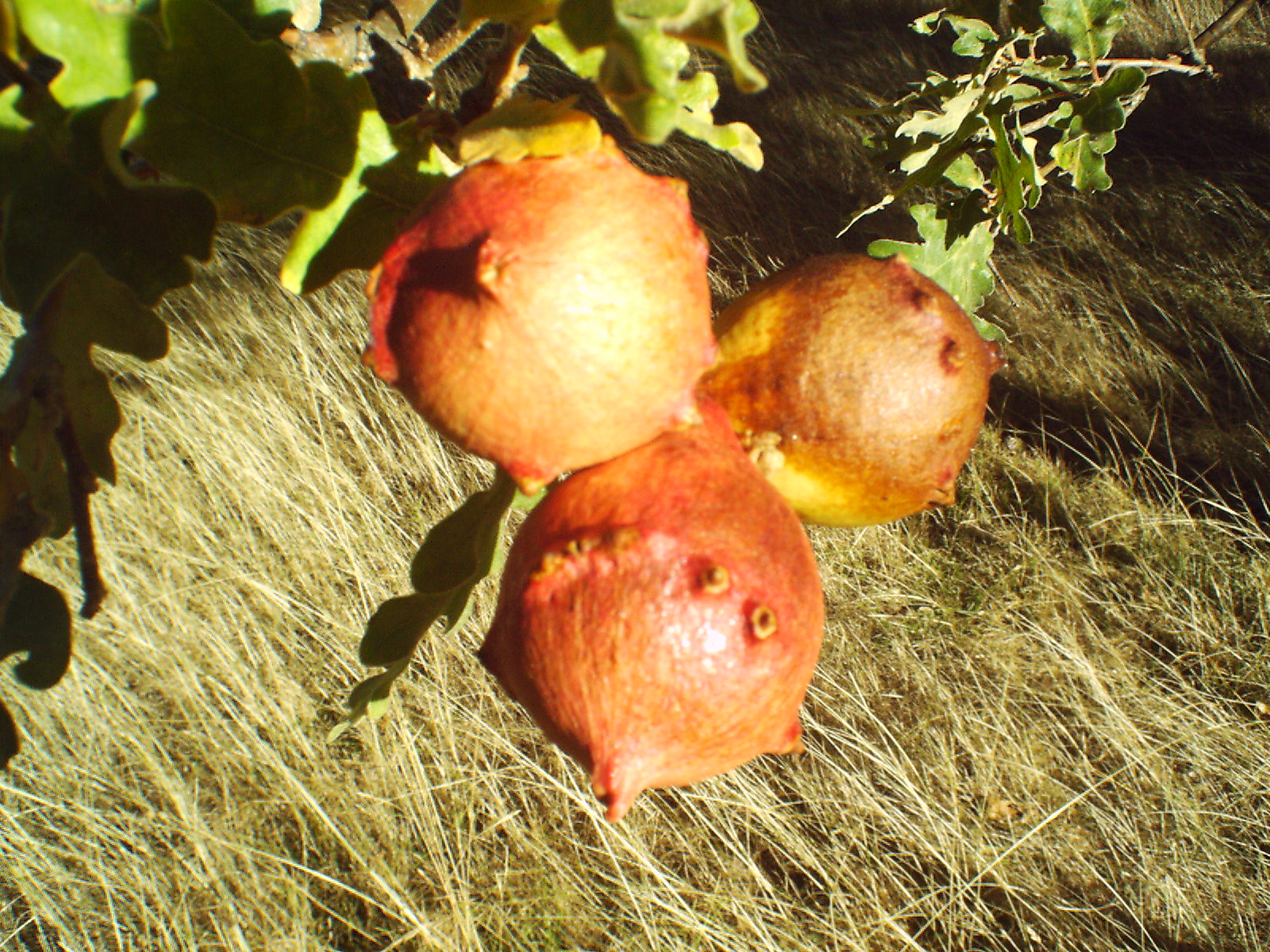
Gallarutos en un rebollo (Quercus pyrenaica).

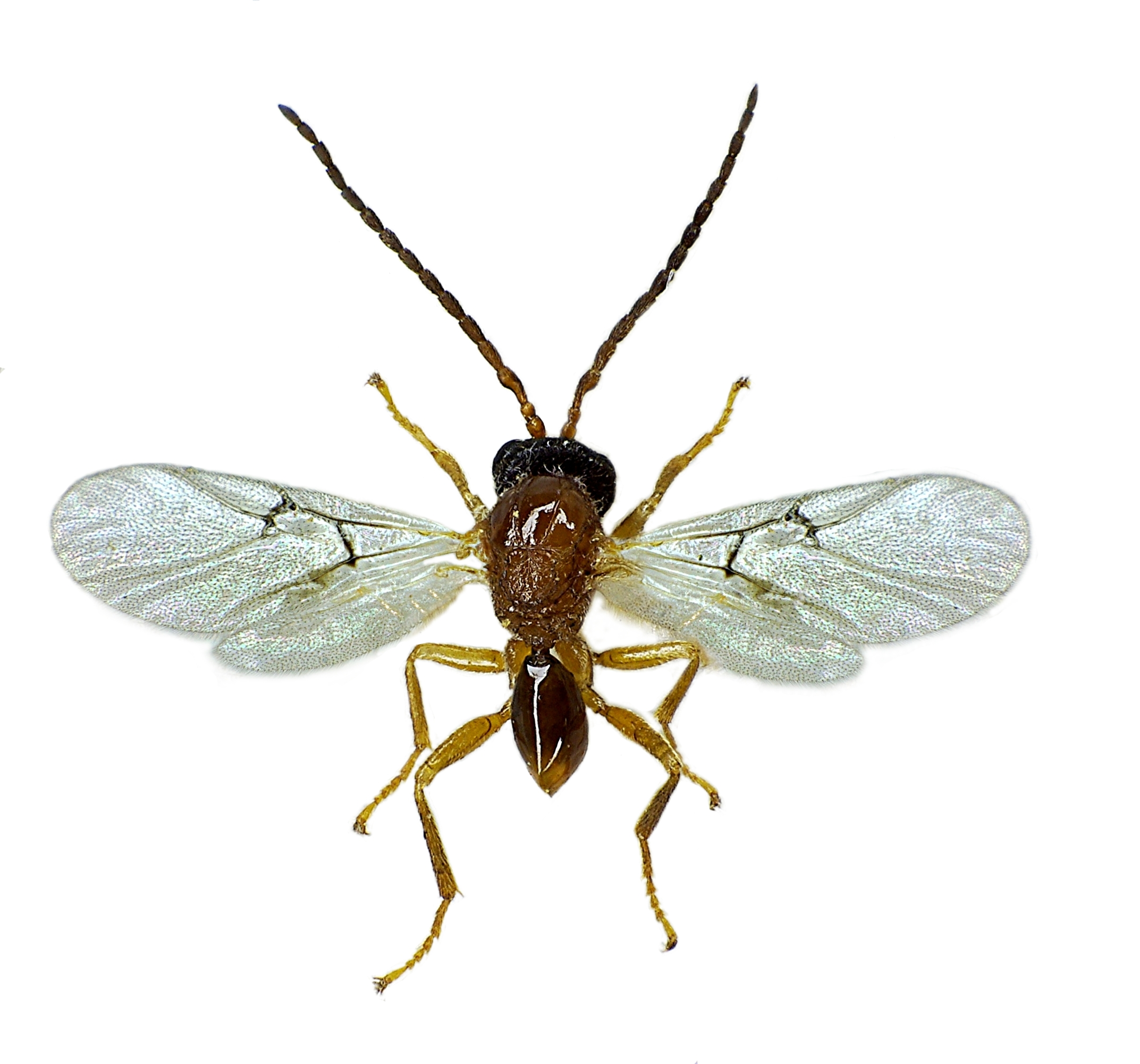
Biorhiza pallida, una de las especies que producen gallaritas

La gallarita, gallarón o gallaruto es la excrecencia que sale en los robles y quejigos por efecto de la picadura de un himenóptero de la familia Cynipidae. Es un caso particular de lo que más en general se llama agalla. La hembra pone un huevo en una hoja que está creciendo junto con sustancias químicas que estimulan el crecimiento de tejidos nuevos. La larva se alimenta de esos tejidos y permanece protegida en el interior de la agalla.
En muchos lugares es considerada erróneamente como el fruto de estos árboles. Esta palabra no está incluida en el diccionario de la Real Academia Española, aunque es nombrada por algunos autores españoles:

Nada faltaba en el escenario: matos densos, calveros, caminos de arcilla encharcados, bogales, bellotas y gallaritas.
Miguel Delibes en El último coto, pág. 52

Las gallaritas se han usado para hacer un tipo de tinta desde los tiempos de los romanos. En algunos lugares era utilizada como canica para diversos juegos[¿dónde?], y es frecuente su uso en diferentes manifestaciones culturales como ornamento, como en el carnaval de la localidad de Mecerreyes (Burgos, España).